# Faverges-Seythenex
Faverges-Seythenex is een gemeente in het Franse departement Haute-Savoie (regio Auvergne-Rhône-Alpes). Faverges-Seythenex telde op 1 januari 2022 7.540 inwoners. De plaats maakt deel uit van het arrondissement Annecy. Faverges-Seythenex is op 1 januari 2016 ontstaan door de fusie van de gemeenten Faverges en Seythenex.

## Geografie
In het zuiden van de gemeente ligt het berggebied Montagne de la Sambuy met als hoogste punt de Sambuy (2.198 m). Naast de plaatsen Faverges en Seythenex telt de gemeente nog meer dan dertig gehuchten.
De oppervlakte van Faverges-Seythenex bedroeg op 1 januari 2022 59,27 vierkante kilometer; de bevolkingsdichtheid was toen 127,2 inwoners per km².

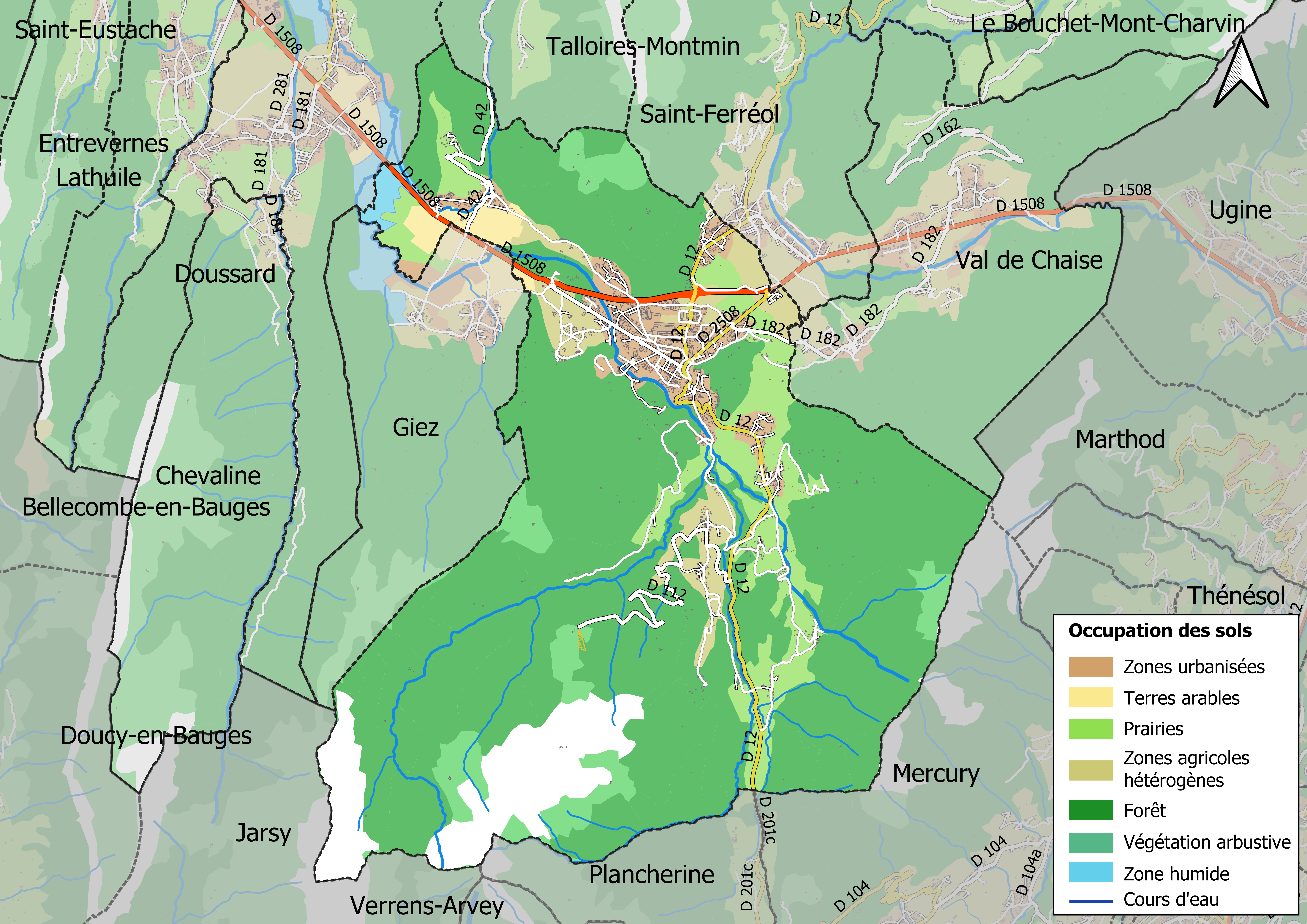
Kaart van de gemeente met belangrijkste infrastructuur, bodemgebruik en omliggende gemeenten